# في ساعة نحس
في ساعة نحس (بالإسبانية: La mala hora) هي رواية للكاتب والمؤلف الكولومبي غابرييل غارثيا ماركيث، صدرت هذه الرواية عام 1962 وتم إعادة نشرها عام 1966 وترجمت أول نسخة بالإنجليزية عام 1979. وتم كتابة هذه الرواية عندما كان ماركيث يعيش في باريس، وقد فاز بجائزة أدبية عنها في كولومبيا ساهمت فيما بعد في فوزه بجائزة نوبل للآداب عام 1982.

## القصة
رواية ساعة نحس تحدث في قرية كولمبية بلا اسم. حيث تبدأ سلسلة من الاضطرابات بعد أن يبدأ مجهول بنشر قصاصات هجائية تكشف أسرارًا مخزية عن سكان القرية، مما يزرع الفوضى والشك بين الناس. تتصاعد التوترات عندما يقتل أحد الرجال حبيب زوجته بعد اكتشاف خيانتها، ويستغل رئيس البلدية هذه الحادثة لإعلان حالة الطوارئ،وفرض  حكم عرفي مستخدمًا الفوضى كذريعة لقمع خصومه السياسيين. وتعكس الرواية انهيار القيم الاجتماعية وتفكك السلطة، في سرد يجمع بين الواقعية السياسية والرمزية الاجتماعية.

## شخصيات الرواية
- أوركيديا جوترز البطلة التي تسعى لكشف هوية من ينشر القصاصات الهجائية. تمثل صوت الفضول والبحث عن الحقيقة وسط الفوضى.
- رئل رئيس مركز الشرطة المحلي، يحاول فك لغز الجرائم التي تهز القرية. يرمز إلى السلطة التي تتأرجح بين العدالة والخضوع للأوامر السياسية.
- البريد السري شخصية غامضة تنقل القصاصات الهجائية إلى السكان. دوره محوري في إشعال الفوضى، رغم أنه لا يظهر كثيرًا في الرواية.
- زوجا دي ريكو زوجان يتأثران بشدة بالقصاصات، وتنعكس عليهما آثار الفضيحة والشك، مما يبرز هشاشة العلاقات الاجتماعية في القرية

## اقتباسات من الرواية
"لا تقلقي، سوف يعدن، فالحياء ذاكرته ضعيفة." تعبير ساخر عن النسيان الاجتماعي والازدواجية الأخلاقية.
"العدالة تسير ببطء، لكنها تصل في النهاية." يبرز هذا القول التناقض بين العدالة النظرية والواقع السياسي القمعي.
"ليس هناك رجل يمكنه مقاومة الحياد وفي عنقه أحد عشر طفلاً يتعين عليه إطعامهم." تصوير مؤلم لصراع الإنسان بين المبادئ والحاجة.
"سيفيض البحر بدموعي." استعارة شاعرية تعكس الحزن العميق والانكسار الداخلي.
"حتى ولو كان العالم يوشك أن يبلغ نهايته، يا أبت!" تعبير عن اليأس الوجودي في ظل عالم مضطرب.
"لكن العزلة في عالم ماركيز تتجاوز كونها حالة، إنها تضرب جذورها، تتكاثف، وتغدو منهاج حياة." وصف فلسفي لطبيعة العزلة في أدب ماركيز، والتي تتكرر في معظم أعماله
"إننا نحيا في ظل الديمقراطية." عبارة تحمل سخرية مبطنة من الواقع السياسي الذي يعيشه سكان القرية.
"لا شيء يبرر الانهيار." ردٌّ حاسم على الاستسلام، يعكس صلابة بعض الشخصيات رغم الفوضى.
"أصبح الألم حصيناً في مواجهة المسكنات." تصوير شعري لمعاناة لا تُخففها الحلول المؤقتة.
"في نظرة واحدة أفصح العمدة عن نفاد الصبر الذي قدمه طوال أسبوعين من المعاناة." لحظة تكشف عن توتر السلطة وتخبطها في مواجهة الأزمة.

"إن ما يعنيني أكثر من أي شيء آخر هو ضميره." تعبير عن أهمية البُعد الأخلاقي وسط الفوضى السياسية. 

## أسلوب الرواية
يتسم أسلوب رواية في ساعة نحس لغابرييل غارثيا ماركيث بالجمع بين الواقعية السياسية والرمزية الاجتماعية، حيث يستخدم الكاتب تقنيات السرد الواقعي لكشف فساد السلطة وانهيار القيم في مجتمع صغير، بينما تبرز ملامح من الواقعية السحرية في توظيف الغرائبي واليومي بأسلوب سردي متقن. تتسم اللغة بالبساطة والتكثيف، ويعتمد ماركيث على تيار الوعي والمونولوج الداخلي لإبراز تعقيدات الشخصيات، كما يوظف الحوار بشكل إيقاعي يعكس التوترات النفسية والاجتماعية. ويُعد هذا الأسلوب تمهيدًا لرؤيته الأدبية التي ستتبلور لاحقًا في أعماله الكبرى مثل مئة عام من العزلة.